# Рабочий посёлок Вача
Рабочий посёлок Вача — городское поселение в Вачском районе Нижегородской области.
Административный центр — рабочий посёлок Вача.

## История
Городское поселение Рабочий посёлок Вача образовано Законом Нижегородской области от 15 июня 2004 года № 60-З «О наделении муниципальных образований — городов, рабочих посёлков и сельсоветов Нижегородской области статусом городского, сельского поселения», установлены статус и границы муниципального образования.

## Население
| 2002  | 2008  | 2009  | 2010  | 2011  | 2012  | 2013  |
| ----- | ----- | ----- | ----- | ----- | ----- | ----- |
| 6826  | ↘5987 | ↘5843 | ↗6034 | ↘5997 | ↘5796 | ↘5604 |
| 2014  | 2015  | 2016  | 2017  | 2018  | 2019  | 2020  |
| ↘5535 | ↘5475 | ↘5418 | ↘5329 | ↘5275 | ↘5189 | ↘5125 |
| 2021  |       |       |       |       |       |       |
| ↗5223 |       |       |       |       |       |       |

## Состав городского поселения
| № | Населённый пункт | Тип населённого пункта                  | Население |
| - | ---------------- | --------------------------------------- | --------- |
| 1 | Вача             | рабочий посёлок, административный центр | ↗5182     |
| 2 | Поповка          | деревня                                 | ↘22       |
| 3 | Попышово         | деревня                                 | ↘25       |